# Correcció de la perspectiva

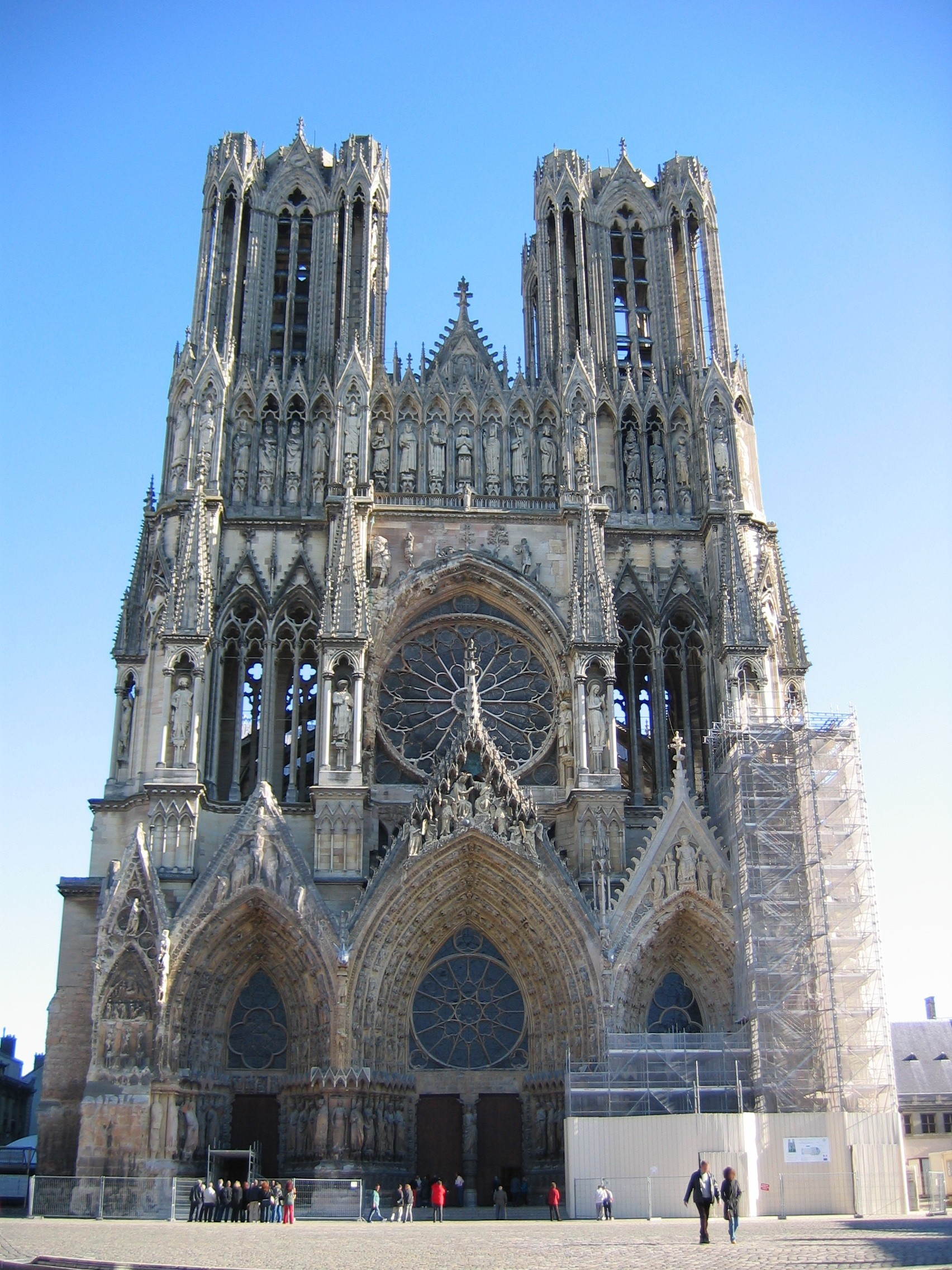
Imatge de Notre Dame de Reims que mostra una distorsió de perspectiva

La correcció de la perspectiva és un procediment per a la correcció de línies convergents, és a dir, línies paral·leles a l'objecte, que convergeixen cap a un punt de fuga comú a causa de la perspectiva central de la foto. La correcció es pot fer durant l'enregistrament o més tard en el processament de la imatge.

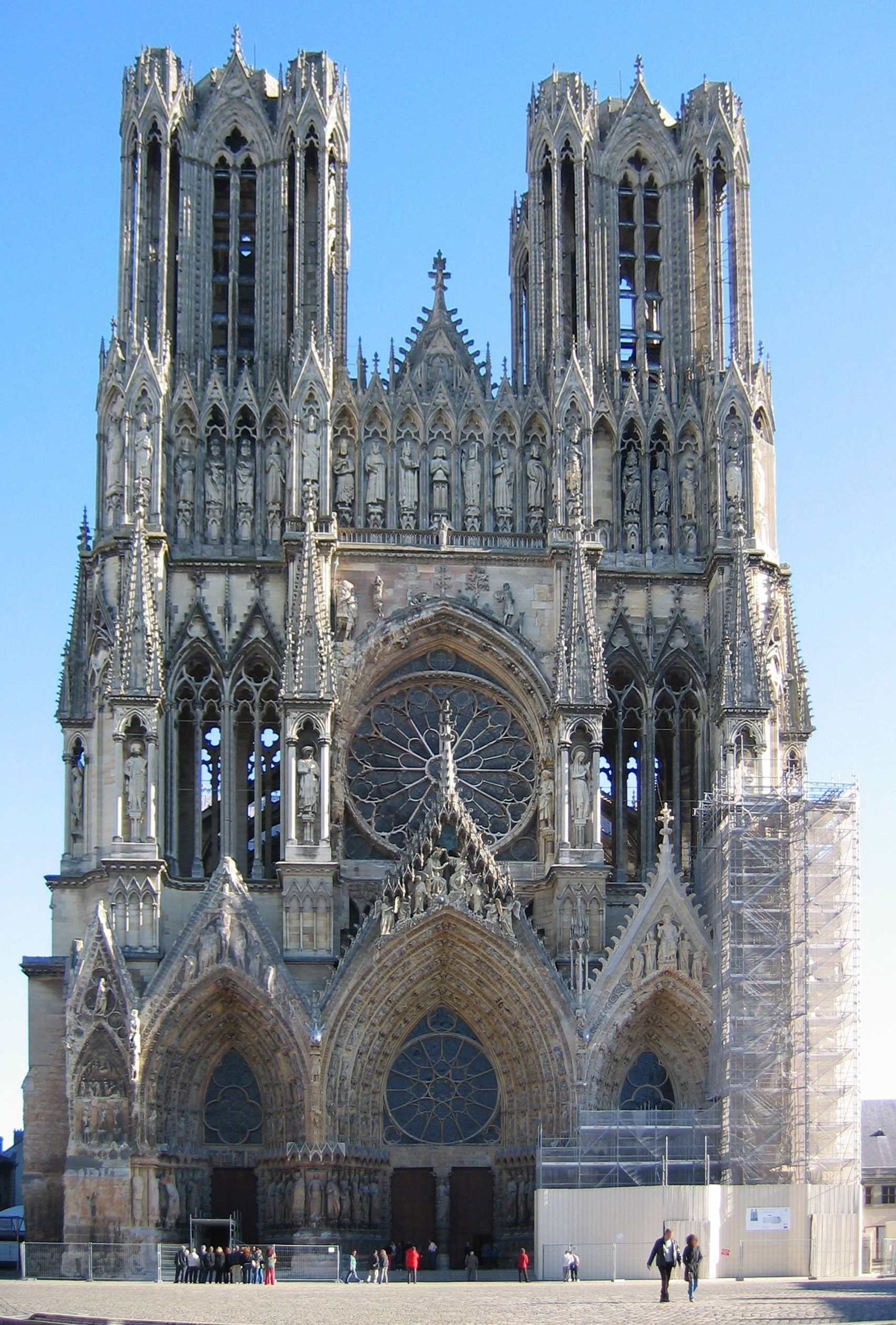
La mateixa imatge corregida

La distorsió de la perspectiva es produeix a les fotografies quan el pla de la pel·lícula no és paral·lel a les línies que cal que siguin paral·leles a la foto. Un cas comú és quan es fa una foto d'un edifici alt des del nivell del terra inclinant la càmera cap enrere: l'edifici sembla que s'allunya de la càmera.

## Procediment
Una fotografia es crea segons les lleis de la perspectiva central. Per aquest motiu, les línies paral·leles del subjecte només aniran paral·leles a la imatge si es troben en un pla del subjecte que és paral·lel al pla de la pel·lícula. Així que si la càmera z. B. girat cap amunt davant d'una casa, sorgeixen línies que cauen, la casa sembla inclinar-se cap enrere.
El procediment de correcció seria:
- fer que totes les línies que són verticals en la realitat siguin verticals a la imatge. Això inclou columnes, vores verticals de parets i fanals. Aquesta és una distorsió generalment acceptada en la perspectiva construïda; la perspectiva es basa en la noció que els objectes més llunyans es representen com a més petits a la pàgina; tanmateix, tot i que la part superior de la torre de la catedral està en realitat més lluny de l'espectador que la base de la torre (a causa de la distància vertical), la perspectiva construïda considera només la distància horitzontal i considera que la part superior i inferior estan a la mateixa distància;
- fer que totes les línies paral·leles (com ara quatre vores horitzontals d'una habitació cúbica) es creuin en un punt.

La popularitat de la fotografia amateur ha fet que les fotos distorsionades fetes amb càmeres barates siguin tan familiars que moltes persones no s'adonen immediatament de la distorsió. Aquesta "distorsió" és relativa només a la norma acceptada de la perspectiva construïda (on les línies verticals en la realitat no convergeixen en la imatge construïda), que en si mateixa està distorsionada des d'una veritable representació en perspectiva (on les línies que són verticals en la realitat començarien a aparèixer). convergeixen per sobre i per sota de l'horitzó a mesura que es van allunyant de l'espectador).

## A l'exposició

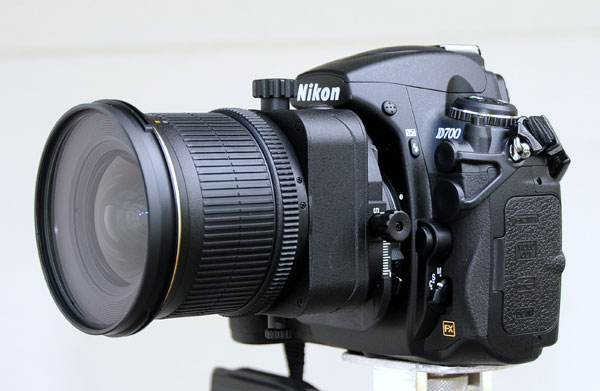
Lent de desplaçament i inclinació Nikkor PC-E de 24 mm a la Nikon D700, fet per a càmeres DSLR i 35 mm.

Tenint en compte que la "perspectiva" és la relació entre el primer pla i un objecte al fons (per exemple un edifici). Si s'utilitza una distància focal elevada, es comprimeix la distància entre el primer pla i el fons. D'aquesta manera, utilitzant un teleobjectiu, l'edifici llunyà sembla més a prop del que està realment i no ofereix tanta distorsió de la perspectiva,A les càmeres professionals, on el control de la perspectiva és important, es pot regular l'exposició elevant la lent en paral·lel a la pel·lícula. Hi ha més informació sobre això a l'article sobre la càmera de manxa. La majoria de càmeres de gran format (4x5 i més) tenen aquesta característica, així com el control del pla d'enfocament integrat al cos de la càmera en forma de manxes flexibles i elements frontals (lent) i posteriors (suport de pel·lícula) mòbils. Així, qualsevol lent de distància focal muntada en una càmera de visualització o càmera de camp, i moltes càmeres de premsa es poden utilitzar amb control de perspectiva.
Algunes lents intercanviables de format mitjà, 35 Les càmeres SLR de pel·lícula de mm i els sistemes de càmeres SLR digitals tenen opcions de desplaçament o lent d'inclinació/desplaçament que permeten el control de la perspectiva i, en el cas d'una lent d'inclinació/desplaçament, el control del pla d'enfocament, però només a una distància focal específica.

## A la cambra fosca
Un tècnic de cambra fosca pot corregir la distorsió de la perspectiva en el procés d'impressió. Normalment es fa exposant el paper en angle respecte a la pel·lícula, amb el paper aixecat cap a la part de la imatge que és més gran, per tant, no permet que la llum de l'ampliadora s'escampi tant com l'altre costat de l'exposició.
El procés es coneix com a impressió de rectificació, i es fa mitjançant una impressora rectificadora (impressora transformadora), que consisteix a fer girar el negatiu i/o el cavallet. La restauració del paral·lelisme a les verticals (per exemple) es fa fàcilment inclinant un pla, però si la distància focal de l'ampliador no s'escull adequadament, la imatge resultant tindrà una distorsió vertical (compressió o estirament). Per a una correcta correcció de la perspectiva, s'ha de triar la distància focal adequada (específicament, l'angle de visió) perquè l'ampliació reprodueixi la perspectiva de la càmera.

## Programes de correcció
Hi ha nombrosos programes que permeten el processament manual de fotografies per compensar les línies convergents. Entre els programes que permeten l'ajust manual dels paràmetres de distorsió hi ha:
- Photoshop CS2 i Photoshop Elements (a partir de la versió 5) inclouen un filtre manual de correcció de la lent per a una distorsió senzilla (en coixí/canó)[7]
- Corel Paint Shop Pro Photo inclou un efecte manual de distorsió de la lent per a una distorsió senzilla (en canó, en ull de peix, esfèrica i en coixí).
- GIMP inclou la correcció manual de la distorsió de la lent (a partir de la versió 2.4).
- PhotoPerfect té funcions interactives per a l'ajust general del coixí i per a serrells (ajust de la mida de les parts de la imatge vermella, verda i blava).
- Hugin es pot utilitzar per corregir la distorsió, encara que aquesta no és la seva aplicació principal.[8]
- ImageMagick pot corregir diverses distorsions; per exemple, la distorsió d'ulls de peix de la popular càmera GoPro Hero3+ Silver es pot corregir amb l'ordre: convert distorted_image.jpg -distort barrel "0.06335 -0.18432 -0.13009" corrected_image.jpg.[9]

A part d'aquests sistemes que corregeixen les imatges, n'hi ha alguns que també ajusten els paràmetres de distorsió dels vídeos:
- FFMPEG utilitzant el filtre de vídeo "correcció de lents".[10]
- Blender utilitzant l'editor de nodes per inserir un node "Distorsió/Distorsió de la lent" entre els nodes d'entrada i de sortida.

### Postprocessament digital
Els programes de postprocessament digital proporcionen mitjans per a corregir distorsions verticals convergents i altres distorsions introduïdes en la captura d'imatges, com la distorsió trapezoidal. Tanmateix, aquestes tècniques no permeten la recuperació de la resolució espacial perduda a les zones més llunyanes del subjecte, ni la recuperació de la profunditat de camp perduda a causa de l'angle del pla pel·lícula/sensor respecte al subjecte. Aquestes transformacions impliquen interpolació, com en l'escala d'imatge, que degrada la qualitat de la imatge, en particular difuminant els detalls d'alta freqüència. La importància d'això depèn de la resolució de la imatge original, el grau de manipulació, la mida d'impressió/visualització i la distància de visualització, i la correcció de perspectiva s'ha de compensar amb la preservació dels detalls d'alta freqüència
Adobe Photoshop i GIMP tenen diverses opcions de "transformació" per aconseguir, amb cura, el control desitjat sense cap degradació important en la qualitat general de la imatge. Photoshop CS2 i versions posteriors inclou la correcció de perspectiva com a part del seu filtre de correcció de distorsió de la lent; DxO Optics Pro de DxO Labs inclou correcció de perspectiva; mentre que GIMP (a partir de la 2.6) no inclou una eina especialitzada per corregir la perspectiva, tot i que hi ha disponible un complement, EZ Perspective Arxivat 2018-04-23 a Wayback Machine. . RawTherapee, un convertidor en brut gratuït i de codi obert, també inclou eines de correcció de perspectiva horitzontal i vertical. Tingueu en compte que, com que les matemàtiques de les transformacions projectives depenen de l'angle de visió, les eines de perspectiva requereixen que s'introdueixi l'angle de visió o la distància focal equivalent a 35 mm, encara que sovint es pot determinar a partir de metadades Exif.
Es suggereix per corregir la perspectiva utilitzant una eina de transformació projectiva general, corregint la inclinació vertical (verticals convergents) estirant la part superior; aquesta és la "Transformació distorsionada" a Photoshop i l'"eina de perspectiva" a GIMP. No obstant això, això introdueix una distorsió vertical: els objectes apareixen a la gatzoneta (comprimits verticalment, estès horitzontalment), tret que la dimensió vertical també s'estiri. Aquest efecte és menor per a angles petits, i es pot corregir a mà, estirant manualment la dimensió vertical fins que les proporcions semblin correctes, però es fa automàticament mitjançant eines especialitzades de transformació de perspectiva.
Una interfície alternativa que es troba a Photoshop (CS i versions posteriors) és el "retall en perspectiva", que permet a l'usuari realitzar un control de perspectiva amb l'eina de retall, configurant cada costat del retall a angles determinats de manera independent, que poden ser més intuïtius i directe.
Un altre programa amb models matemàtics sobre com les lents i els diferents tipus de distorsions òptiques afecten la imatge poden corregir-ho si poden calcular les diferents característiques d'una lent i tornar a projectar la imatge de diverses maneres (incloses les projeccions no rectilínies). Un exemple d'aquest tipus de programa és la suite de creació de panoràmiques Hugin.

## En entorns virtuals
Les imatges arquitectòniques es " representen " habitualment a partir de models informàtics en 3D, per utilitzar-les en material promocional. Aquests tenen càmeres virtuals per crear les imatges, que normalment tenen modificadors capaços de corregir (o distorsionar) la perspectiva al gust de l'artista. Vegeu projecció 3D per obtenir més informació.